# Anna und der König von Siam
Anna und der König von Siam (Originaltitel: Anna and the King of Siam) ist ein US-amerikanischer Spielfilm mit Irene Dunne und Rex Harrison unter der Regie von Regisseur John Cromwell aus dem Jahr 1946. Das Drehbuch basiert auf den Tagebüchern von Anna Leonowens in der Romanfassung von Margaret Landon.

## Handlung
Die Witwe Anna Owens und ihr kleiner Sohn Louis kommen 1862 nach Bangkok auf Einladung von König Mongkut, um dessen zahlreiche Kinder zu unterrichten. Trotz Annas Protesten ist sie gezwungen, im Palast zu wohnen. Nach einigen Anfangsschwierigkeiten unterrichtet Anna nicht nur die 67 legitimen Kinder des Monarchen, sondern auch dessen zahlreiche Ehefrauen. Anna schafft es, das Vertrauen des Königs zu gewinnen, da sie keine Angst vor seinem mitunter despotischen Auftreten hat. Ein ständiger Reibungspunkt bleibt jedoch die Weigerung des Königs, Anna ein Haus außerhalb der Palastmauern zuzugestehen. Der Streit erreicht seinen Höhepunkt, als Anna beschließt, nach England zurückzukehren, da sie es als unwürdig empfindet, neben dem königlichen Harem hausen zu müssen. Der König gibt scheinbar nach, doch statt des versprochenen angemessenen Refugiums stellt er Anna nur eine Hütte direkt am Fischmarkt zur Verfügung. Anna ist wütend und beschließt, mit Hilfe von Lady Thiang, der offiziellen Ersten Frau und Mutter des Thronfolgers, dem König eine Lektion zu erteilen. Sie singen mit ihren Schülern so lange Lieder über Häuser und Ehre und die Pflicht, Versprechen zu halten, dass der genervte König schließlich nachgibt und Anna ihr Haus bekommt.
Als die Franzosen aus dem benachbarten Kambodscha eine Kolonie machen, beginnt König Mongkut zu begreifen, dass auch Siam bald seine Unabhängigkeit verlieren könnte. Anna erkennt, wie sehr der König sein Land liebt und sich bemüht, Siam in die Moderne zu führen. Gemeinsam mit dem Monarchen arbeiten sie an einem Plan, die staatliche Souveränität des Landes auf Dauer zu gewährleisten. Der König veranstaltet ein glanzvolles Galadiner für die offiziellen Repräsentanten der europäischen Mächte in Siam unter Vorsitz des britischen Konsuls Sir Edward. Ziel ist, zu demonstrieren, wie modern und aufgeschlossen Siam ist. Infolge des erfolgreichen Auftritts nimmt England 1865 offiziell diplomatische Beziehungen zum Land auf und erkennt somit seine uneingeschränkte völkerrechtliche Souveränität an. Kurze Zeit später erfährt Anna, dass der König die junge Sklavin Tuptim und ihren Liebhaber auf dem Scheiterhaufen hat verbrennen lassen, als beide auf der Flucht in die Freiheit gefasst wurden. Anna gibt ihren Posten auf und verabschiedet sich von ihren Schülern. Am Tag vor der Abreise verunglückt ihr Sohn Louis tödlich bei einem Reitunfall. Der König lässt ihm zu Ehren Staatstrauer befehlen und erhebt Anna in Anerkennung ihrer Verdienste in den Adelsstand. Auf die dringende Bitte des Königs hin bleibt Anna in Siam und nimmt ihre Tätigkeit wieder auf. Als König Mongkut stirbt, übernimmt sein ältester Sohn, ein Schüler von Anna, die Regentschaft und führt die Reformen des Vaters weiter.

## Hintergrund
Irene Dunne war seit Mitte der 1930er ein hochbezahlter Star, der gleichermaßen in Komödien und Dramen zuhause war. Die letzten Jahre hatte sie als Heldin opulent ausgestatteter Melodramen wie The White Cliffs of Dover und A Guy Named Joe finanzielle Erfolge gehabt. Als 20th Century Fox 1945 mit den Arbeiten an der Verfilmung der Tagebücher der Anna Leonowens begannen, war Irene Dunne als Anna allerdings nicht die erste Wahl. Studiochef Darryl F. Zanuck wollte ursprünglich William Powell als König und Dorothy McGuire als Anna. Die Verhandlungen mit David O. Selznick, der einen Exklusivvertrag mit McGuire hatte, scheiterten jedoch an seinen überzogenen finanziellen Forderungen. Zanuck versuchte daraufhin, Jean Arthur und Myrna Loy zu gewinnen. Olivia de Havilland wollte die Rolle, bekam sie aber nicht. Am Ende übernahm Irene Dunne den Part, obwohl Zanuck persönlich fand: 

„...nach meiner Einschätzung ist sie zu alt dafür.“

Auch die Wahl des Regisseurs war nicht einfach. Die erste Wahl des Studios war Elia Kazan, dann John M. Stahl. Kurzfristig war sogar Ernst Lubitsch im Gespräch. Nachdem William Powell die Rolle des Königs abgelehnt hatte, sollte Charles Boyer den Part übernehmen, der mit Irene Dunne bereits in der Vergangenheit sehr erfolgreiche Filme gedreht hatte. Doch am Ende fiel die Wahl auf Rex Harrison. John Cromwell kam ausgezeichnet mit Dunne zurecht. Mehr Probleme hatte er mit Rex Harrison, der erst kurz vorher in Begleitung seiner damaligen Ehefrau Lilli Palmer nach Hollywood gekommen war. Wie Palmer in ihren Memoiren Dicke Lilli, Gutes Kind ausführlich darstellte, hatte Harrison feste Vorstellungen, wie er den Monarchen darstellen wollte. So bestand er eisern darauf, den siamesischen Sprachduktus zu übernehmen und in einer etwas höheren Stimmlage als sonst zu sprechen. Die Arbeiten am Film, die sich von Mitte November 1945 bis Mitte März 1946 hinzogen, wurden zeitweilig unterbrochen, weil Irene Dunnes Ehemann einen Herzanfall erlitt.
Dunne und Harrison wiederholten ihre Rollen in der populären Radioshow Lux Radio Theatre am 20. Januar 1947. Die Sendung war so erfolgreich, dass Irene Dunne gemeinsam mit James Mason als König erneut am 30. Mai 1949 als Anna auftrat.
Die englische Theaterschauspielerin Gertrude Lawrence erwarb 1950 die Rechte an dem Stoff und bat die Komponisten Richard Rodgers und Oscar Hammerstein II, eine Musicalversion zu schaffen. Das Stück hatte unter dem Titel The King and I am 29. März 1951 seine Uraufführung am Broadway und wurde zu einem triumphalen Erfolg für Lawrence und für den bis dahin unbekannten Yul Brynner, der die Rolle des Königs übernahm, nachdem Rex Harrison abgelehnt hatte. Das Studio verfilmte das Musical 1956 mit Deborah Kerr und Brynner in den Hauptrollen unter dem Titel Der König und ich. 1972 wurde eine kurzlebige Fernsehserie produziert, in der Yul Brynner die Rolle des Königs an der Seite von Samantha Eggar übernahm. Jodie Foster übernahm die Titelrolle der Anna in der Version Anna und der König von 1999, in der Chow Yun-Fat den König mimte.
Der Film regte die adligen Brüder Seni und Kukrit Pramoj an, eine ins Englisch übersetzte und kommentierte Sammlung von Briefen König Mongkuts unter dem Titel The King of Siam Speaks zu veröffentlichen, um die für viele Thailänder schockierende Darstellung des Königs im Film richtigzustellen.

## Kritiken
In der New York Times war eine wohlwollende Rezension zu lesen, die ihr Lob allerdings recht einseitig auf den männlichen Star verteilte:

„Als vornehme und stolze englische Witwe, die reichlich schockiert auf die feudalen Bräuche in Siam reagiert [...] gibt Miss Dunne eine recht stereotype Darstellung. Sie trägt ihren Kopf samt Hut hoch, zeigt Verstand mit entsprechender Bescheidenheit und verdrückt letztendlich eine zarte, rührende Träne. Ihre Lady ist auf dem Niveau von manchen Rollen, die Greer Garson gespielt hat. Aber es ist ohnehin die Darstellung von Rex Harrison als König und seine ausgeklügelte Darstellung des Charakters, die den Charme dieses Films ausmachen.“

Der film-dienst nennt den Film eine

„gut erdachte, gemachte und in der männlichen Hauptrolle gut gespielte Unterhaltung nach einer authentischen Begebenheit.“

## Auszeichnungen
Der Film ging mit fünf Nominierungen in die Oscarverleihung 1947 und gewann dabei in zwei Kategorien.
- Szenenbild Schwarz-Weiß Film – Lyle R. Wheeler, William S. Darling, Thomas Little, Frank E. Hughes
- Beste Kamera Schwarz-Weiß Film – Arthur C. Miller

- Originalfilmmusik Drama/Komödie – Bernard Hermann – Nominierung
- Nebendarstellerin – Gale Sondergaard – Nominierung
- Adaptiertes Drehbuch – Sally Benson, Talbot Jennings – Nominierung